# 佐賀北警察署
佐賀北警察署（さがきたけいさつしょ）は、佐賀県警察が管轄する警察署の一つ。2017年4月1日に旧・佐賀警察署の管轄区域を変更・改称して設置された。

## 所在地
- 佐賀市高木瀬町大字東高木234番地1
  - 国道34号（北部バイパス）に面し、佐賀警察署前交差点の南東角に位置する。隣接する南北方向の市道は「警察通り」「警察北通り」と呼ばれる。

## 管轄区域
佐賀市（佐賀県佐賀南警察署の管轄区域を除く。）
具体的には佐賀市北部（概ねJR長崎本線より北側）
地区（自治会）別では以下の通り。
- 神野地区 - 神園、神野西、神野東、天神1丁目、栄町（一部を除くほぼ全域）、駅前中央（1丁目の一部を除くほぼ全域）、大財北町（一部）、天神2丁目（一部）
- 開成地区 - 開成、八戸溝
- 鍋島地区 - 卸本町、鍋島、鍋島町（大字蛎久、大字鍋島、大字森田、大字八戸溝）
- 兵庫地区 - 兵庫北、兵庫町、兵庫南
- 若楠地区 - 新中町、高木瀬団地、八丁畷町、若楠、若宮
- 高木瀬地区 - 高木瀬西、高木瀬東、高木瀬町、日の出
- 金立地区 - 金立町
- 久保泉地区 - 久保泉町
- 大和町
- 富士町
- 三瀬村

## 沿革
- 1871年（明治4年）  - 佐賀県庁（佐賀城本丸）に聴訟課が設置。後に県東部を管轄する佐賀出張警察係が設置。
- 1875年（明治8年）2月12日 - 佐賀出張警察係を松原警察出張所に改称[2]。
- 1876年（明治9年）5月31日 - 三潴県佐賀支庁（同年4月18日に佐賀県は三潴県に編入されていた）内に第六方面警察出張所を設置。松原警察出張所は松原屯所となる[3]。
- 1876年（明治9年）9月14日 - 長崎県（同年5月-8月にかけて段階的に、三潴県の現佐賀県域が長崎県に編入されていた）内で警察区を再編、佐賀警察出張所を設置。管轄は、佐賀郡、神埼郡・基肄郡・養父郡・三根郡[4]。
- 1877年（明治10年）、民家を買い上げ、仮庁舎とする[5]。
- 1878年（明治11年）1月18日 - 佐賀警察出張所を佐賀警察署と改称。諸富分署を設置。管轄に小城郡を加える[6]。
- 1883年（明治16年）5月9日 - （長崎県から佐賀県が分離し、現在の佐賀県が成立）
- 1885年（明治18年）7月30日 - 神埼警察署新設により、管轄から神埼郡が外れる[7]。
- 1886年（明治19年）3月25日 - 轟木警察署および小城警察署新設により、管轄から基肄郡・養父郡・三根郡・小城郡が外れる[7]。
- 1888年（明治21年）1月 - 佐賀市松原町の松原神社北側に庁舎新築・移転[8]。
- 1896年（明治29年）4月6日 - 諸富分署が諸富警察署に昇格[9]。
- 1897年（明治30年）1月19日 - 諸富警察署が諸富分署に降格[9]。
- 1936年（昭和11年）12月 - 佐賀市松原町内にて庁舎新築・移転[8]。
- 1948年（昭和23年）3月7日 - 旧警察法施行に伴い、国家地方警察佐賀地区警察署および自治体警察の佐賀市警察署に分離。同じ庁舎内で棲み分けとなる[10]。
- 1954年（昭和29年）7月1日 - 新警察法施行に伴い、佐賀県警察が発足し、佐賀県佐賀警察署となる。また、諸富警察署を新設し、東川副村・南川副村・西川副村・中川副村・新北村・大詫間村を管轄。佐賀署の管轄は、佐賀市および、佐賀郡のうち諸富警察署管内を除く区域となる[11]。
- 1955年（昭和30年）4月1日 - 神埼警察署管内の神埼郡蓮池町が佐賀市に編入。同町域を佐賀署管内に編入[8]。
- 1956年（昭和31年）9月30日 - 小城警察署管内の小城郡北山村・南山村が、佐賀郡小関村と合併し富士村を新設。旧2村域を佐賀署管内に編入[8]。
- 1975年（昭和50年）5月25日 - 佐賀市高木瀬町東高木に庁舎新築・移転（現庁舎）[8]。
- 2005年（平成17年）10月1日 - 神埼警察署管内の三瀬村が佐賀市に編入。同村域を佐賀署管内に編入。

- 2017年（平成29年）4月1日 - 佐賀市南部を管轄する佐賀南警察署が新設されたことにより、佐賀警察署を佐賀県佐賀北警察署に改称。管轄区域が佐賀市北部のみとなる[12]。

## 警察署再編の経緯
従前の佐賀警察署は、事件・事故の取扱件数が佐賀県内の警察署で最多、また刑法犯の認知件数が佐賀県内全体の4割を占めるなど、警察官1人当たりの業務量が多かった。その一方、諸富警察署は、佐賀県内の警察署で最も署員が少なく、夜間の業務体制も脆弱で、捜査人員を増やして機動力を増強することも求められていた。
再編後、管轄の人口は南署約12.7万人・北署10.8万人（2016年）、面積は南署133km2・北署299km2、署員は南署206人・北署165人（2017年4月発足当初）と、両署で業務負担が平準化された。なお、両署の管轄境界は、住民にも警察官にも分かりやすいようJR長崎本線を基本としつつ、防犯や交通安全の活動を担う自治会の区域を分断しないように設定された。

## 組織
- 警務課
  - 警務係
  - 被害者支援係
  - 術科指導係
  - 留置管理係
- 会計課
  - 会計係
- 生活安全課
  - 生活安全係
  - 人身安全対策係
  - 生活安全捜査係
- 地域課
  - 企画・指導係
  - 地域捜査係
  - 地域係
  - 自動車警ら係
- 刑事第一課
  - 送致・手口係
  - 盗犯係
  - 強行犯係
  - 鑑識係
- 刑事第二課
  - 知能犯係
  - 組織犯罪対策係
- 交通課
  - 指導係
  - 規制係
  - 事故捜査係
- 警備課
  - 警備第一係
  - 警備第二係

## 交番・警察官駐在所
| 名称               | 読み         | 所在地                                                                |
| ------------------ | ------------ | --------------------------------------------------------------------- |
| 佐賀駅前交番       | さがえきまえ | 佐賀市駅前中央1丁目50-1 北緯33度15分43.6秒 東経130度17分56.4秒        |
| 兵庫交番           | ひょうご     | 佐賀市兵庫南3丁目16-30 北緯33度15分53秒 東経130度19分22.3秒           |
| 日の出交番         | ひので       | 佐賀市日の出1丁目18-1 北緯33度16分44秒 東経130度17分33.9秒            |
| 開成交番           | かいせい     | 佐賀市開成4丁目1-2 北緯33度15分53.7秒 東経130度16分37秒               |
| 鍋島交番           | なべしま     | 佐賀市鍋島町大字森田102-14 北緯33度16分20.5秒 東経130度16分14.5秒     |
| 大和交番           | やまと       | 佐賀市大和町大字尼寺1600-24 北緯33度18分45秒 東経130度16分42.9秒      |
| 松梅警察官駐在所   | まつうめ     | 佐賀市大和町大字梅野1947-8 北緯33度19分33.7秒 東経130度16分13.8秒     |
| 川久保警察官駐在所 | かわくぼ     | 佐賀市久保泉町大字川久保3761-3 北緯33度19分34.8秒 東経130度19分36.6秒 |
| 金立警察官駐在所   | きんりゅう   | 佐賀市金立町大字金立2148-5 北緯33度18分52.3秒 東経130度18分4.6秒      |
| 北山警察官駐在所   | ほくざん     | 佐賀市富士町大字中原502-5 北緯33度25分58.9秒 東経130度12分9.1秒       |
| 富士南警察官駐在所 | ふじみなみ   | 佐賀市富士町大字小副川547-5 北緯33度21分49.8秒 東経130度14分36.9秒    |
| 古湯警察官駐在所   | ふるゆ       | 佐賀市富士町大字古湯2748-2 北緯33度22分29.2秒 東経130度12分26.4秒     |
| 三瀬警察官駐在所   | みつせ       | 佐賀市三瀬村三瀬2687-8 北緯33度25分52.1秒 東経130度16分39秒           |

### 佐賀北警察署協議会
- 名称 - 佐賀北警察署協議会[16]
- 設置根拠等
  - 警察法 第53条の2
  - 佐賀県警察署協議会条例 第2条
- 設置年月日 - 2017年4月1日
- 委員数 - 11名